# Roxana Cattáneo
Gabriela Roxana Cattáneo (Temperley, Buenos Aires, 23 de febrero de 1968) es una arqueóloga argentina, licenciada en Antropología y Doctora en Ciencias Naturales. Profesora titular en la materia “Arqueología de Cazadores-recolectores” de la Licenciatura en Antropología en la Facultad de Filosofía y Humanidades de la Universidad Nacional de Córdoba. Además de investigadora Independiente del CONICET y Directora del Laboratorio de Análisis Macro y Microscópico de Materiales Líticos. Fue directora en el Museo de Antropología de la Universidad Nacional de Córdoba. Ha dirigido numerosos proyectos de investigación financiados por organismos nacionales e internacionales. 

## Trayectoria
Estudió en el Instituto Santa Inés, en la localidad de Turdera, provincia de Buenos Aires. Más tarde En el año 1986 comienza sus estudios en antropología en la Universidad de La Plata. Desde pequeña se interesó por la evolución humana y en el primer año de estudios como no había grupos que se dedicaran a la evolución humana se integró en uno sobre poblamiento americano en su primer año de la facultad. Se graduó como antropóloga en 1991 de la Facultad de Ciencias Naturales y Museo de la Universidad de La Plata y en 2002 se convirtió en Doctora en Ciencias Naturales en la misma universidad. Principalmente se ha interesado y formado en la Arqueología de grupos cazadores recolectores de Argentina, con especial énfasis en las regiones Pampeana donde realizó colaboraciones de investigación como estudiante entre 1986 y 1991, y en la Patagónica, donde realizó su trabajo de investigación y doctoral entre 1994 y 2004. En ambos casos estudió el poblamiento humano de América y estudio la tecnología lítica desde distintas perspectivas.
Entre 1992 y 1994 tuvo una  Beca de Iniciación a la Investigación (SECYT-UNLP) en las Sierras CentralesEste trabajo se centró particularmente en el Valle de Copacabana, Departamento Ischilín, en un proyecto dirigido por el Dr. Andrés Laguens (CONICET-UNC).
En el año 1994, al implementarse los programas de Mejoramiento de la Calidad Educativa (FOMEC), los proyectos de beca debían estar radicados en la universidad de origen del investigador (en este caso la UNLP) y dado que el proyecto era de la UNC no fue posible continuar las investigaciones en la región. No sería hasta el año 2006 que con un subsidio de Radicación del CONICET esta investigadora podría retornar al ámbito de la provincia de Córdoba, radicar sus proyectos vigentes (en la Patagonia Argentina) en el Museo de Antropología de la FFyH-UNC creando el Laboratorio de Análisis Macro y Microscópico de Materiales Líticos.
En el 2010 comienza su cargo como directora en el Museo de Antropología de la Universidad Nacional de Córdoba y editora de la Sección Arqueología de la Revista del Museo de Antropología (CONICET/UNC). Inicia además sus trabajos en el Departamento de Ischilín, esta vez en el valle colindante de Ongamira. Dicho valle había sido estudiado anteriormente por Alberto Rex González, Aníbal Montes y Osvaldo Menghin, entre otros. El primero pensaba que de ahí surgió la primera corriente pobladora de Córdoba. Cattáneo ha podido estudiar las formas en las que vivían las personas en dicho lugar desde hace 6000 años y también entender el cambio climático y sus modificaciones. Con una perspectiva basada en los conceptos vertidos desde la arqueología pública ha preparado a los fines de si interpretación por el público general, sitios arqueológicos a cielo abierto en Ongamira que pueden ser visitados y observados, aun cuando los arqueólogos están trabajando y excavando allí.
En el 2014 siguiendo las líneas de acción propuestas por el Instituto de Antropología de Córdoba (IDACOR), unidad ejecutora de doble dependencia del Consejo Nacional de Investigaciones Científicas y Técnicas (CONICET) y la Universidad Nacional de Córdoba (UNC). Comienza a evaluar el impacto que producirá la excavación del subsuelo en los casos relacionados con el desarrollo de proyectos inmobiliarios en la ciudad de Córdoba. Específicamente en una parcela, propiedad del Banco de la Provincia de Córdoba, producto de este trabajo de campo pudo determinar que las ocupaciones previas habían sido enmascaradas o destruidas en su gran mayoría por las intervenciones arquitectónicas de mediados del siglo XIX y principios del siglo XX. Logrando recuperar más de 30 mil objetos que permiten interpretar la vida de las personas que habitaron estos espacios, así como las redes productivas y comerciales tanto locales como internacionales en las que se integraron. Junto con esta recuperación también se logró rescatar porciones significativas de estructuras arquitectónicas que probablemente correspondan al siglo XVIII, siendo el rasgo constructivo más antiguo hallado en el predio. Este se hallaba seriamente intervenido por obras del siglo XX, por lo que su recuperación para su posterior exhibición implicó la posibilidad de retener parte del patrimonio arqueológico. Esta acción, quizás la más dificultosa por la masividad de los objetos, permitió la implementación de una técnica novedosa para la recuperación de objetos arqueológicos en la ciudad de Córdoba. Sus estudios sobre los primeros pobladores de Córdoba han aportado a la recuperación y visibilización del pasado indígena y afroamericano de dicha provincia.
Desde  2011 hasta la actualidad es Editora de Sección Arqueología de la Revista del Museo de Antropología en 2012  Miembro del Comité Científico de la revista Dimensión Antropológica (INAH, México) además de miembro del Comité Científico de la revista Cultura en Red (UNRC, Argentina).
Desde junio de 2018 hasta octubre de 2023 fue miembro del Honorable Consejo Académico de la Facultad de Filosofía y Humanidades de la UNC.
Ha publicado artículos científicos en revistas nacionales e internacionales, editado libros y capítulos de libro. Durante su carrera ha asistido al menos a setenta y cinco eventos científicos y tecnológicos nacionales e internacionales. En su rol de formadora de recursos humanos orientados a la investigación arqueológica ha dirigido tesis de grado y tesis de doctorado. Como complemento a sus funciones ejerció funciones de conducción, administración y representación universitaria.

## Proyectos y publicaciones
1) 1992-CONICOR “Ocupaciones prehistóricas del Valle de Copacabana, N.O. de la Prov. de Córdoba”. Anual. Dirección: Dr. A. Laguens y R. Cattáneo. $ 600.-
2) 1998. FOMEC-Universidad de La Plata. Pasantía rentada para finalización de tesis doctoral. Semestral. U$S 3.950.-
3) 1998. WENNER GREN FOUNDATION FOR ANTHROPOLOGICAL RESEARCH. USA. Developing Countries Training Fellowship. N#82. U$S 5.000.-
4) 1998. WENNER GREN FOUNDATION FOR ANTHROPOLOGICAL RESEARCH. USA. Grant para la asistencia a la reunión de la American Association of Anthropology (AAA), Philadelphia, USA. U$S 800.-
5) 1998. AMERICAN MUSEUM OF NATURAL HISTORY. NEW YORK. USA. Grant para estudio de colecciones (estudio de las colecciones de los sitios Fell y Palli Aike excavadas por Junius Bird). Lugar: American Museum of Natural History. New York. USA. Personal. U$S 690.-
6) 1999. WENNER GREN FOUNDATION. Subsidio de reinserción en el país luego de la beca en USA. Fue utilizado para la compra de equipamiento y bibliografía. Personal. U$S 4.950.-
7) 2003. COMISION ORGANIZADORA 51 CONGRESO INTERNACIONAL DE AMERICANISTAS. Santiago de Chile. Asistencia al congreso. $240.-
8) 2003. INQUA. Young Scientist Travel Grant. Reno, Nevada, USA. U$S 1.000.-
9) 2004-2005. CONICET. Subsidio a la Investigación. Estudios de la Organización de la Tecnología Lítica Prehistórica en la Meseta Patagónica. Res.N.º 1248/04. $5.000.-
10) 2005-2006. CONICET. PIP. Codirectora del proyecto: Entre Ríos y Mesetas: Ocupaciones Humanas Prehistóricas en el Área de los Ríos Chico y Santa Cruz (Santa Cruz, Argentina). Res. Nº1227/05. $46.000.-
11) 2005-2007. ANPyCT- PICT Jóvenes Investigadores. Titular del proyecto Diseño y función en el área arqueológica Río Pinturas (Santa Cruz, Argentina): el estudio de los instrumentos líticos a través de técnicas cuantitativas (Iluminación estructurada y Perfilometría láser). Res. N.º 25347. $ 25.000.-
12) 2006. CONICET. Subsidio de cambio de lugar de trabajo y radicación. Creación del Laboratorio de Análisis macro y microscópico de materiales líticos. Titular. Res. N.º 2064/06. $70.500.-
13) 2007. UNC. SECYT. SUBSIDIOS PARA EQUIPAMIENTO CIENTÍFICO, TECNOLÓGICO O ARTÍSTICO. Integrante del equipo responsable del pedido de compra de equipamiento para la compra de un Microscopio Electrónico de barrido. $ 480.000.-
14) PID 2008. Evolución de las poblaciones humanas originarias en la región central de Argentina: Nuevas evidencias bioantropológicas y arqueológicas.”. (Ministerio de Ciencia y Tecnología de la Provincia de Córdoba) Director: Dr. Darío Demarchi. Categoría: Codirectora. 
15) PICT 2007 Nro. 01567. “La transición de grupos cazadores-recolectores a sociedades agro-pastoriles en el sector sud-occidental de la depresión de Aguilar (puna de Jujuy): un abordaje desde distintas líneas de evidencia”. Director: Hocsman Salomón. Universidad Nacional de Tucumán. Categoría: Investigadora colaboradora.  $ 29.997.
16) SECYT-UNC, PI 05/F632 “Arqueología de los Primeros Pobladores de Las Sierras Pampeanas: Nuevos Aportes de Excavaciones Estratigráficas en Las Provincias de Córdoba y San Luis”. Facultad de Filosofía y Humanidades. Director: Dr. Andrés Laguens. Codirectora: Dra. Roxana Cattáneo. 2008-2009. $13.500.-
17) UNLP 11-N561. “Tendencias de cambio en sociedades prehispánicas al sur de los valles Calchaquíes”. P. de Incentivos. Programa de Incentivos para Docentes-Investigadores de Universidades Nacionales. 2007-2008. Categoría: Investigadora.
18) PICT 2007 Nro 01549: Poblamiento humano inicial y patrones de variación biológica en el área central de Argentina. Director: Dr. Darío Demarchi, Categoría: Investigadora $ 158.008.-
19) SEU-UNC 2010: “NUNSACAT: Donde el pasado sigue vivo”. Director: Dr. Guillermo Ferrer. Categoría: Investigadora. 2010-2012. $7.000.-
20) Subsidio SECyT 2010-2011, UNC (05/F692). Arqueología de sociedades cazadoras-recolectoras de Córdoba, Argentina. (Directora). Monto 13.000.-
21) PIP CONICET 11220090100191 Arqueología de grupos cazadores-recolectores de las Sierras Pampeanas Australes (Córdoba y San Luis, Argentina) (Director) 2010-2012. Monto: $84.000.-, Museo de Antropología, FFyH, UNC. 
22) PID 0013/2009. Bases ambientales para el ordenamiento territorial del espacio rural de la Provincia de Córdoba. Director: Mgter. Oscar Giayetto. Categoría: Responsable de la capa arqueológica. Monto: $2.969.800.-
23) Proyecto de financiamiento de compras de equipamiento, SECYT-UNC 79/2011.  Measuring Laser Microscope Ols4000 Lext Olympus. Dr. Jorge Uribe (Director). $478.000.-
24) Subsidio para financiamiento de reuniones científicas ANPCyT-FONCYT 2009. Primeras Jornadas sobre gestión y administración de museos históricos y científicos e instituciones culturales. UNC. Director: Dr. G. Albanesi. Codirector: Dra. R. Cattáneo. Monto: $2.850.
25) Subsidio PIP CONICET 2014-2016. 11220130100137CO. Arqueología en el Valle de Ongamira Deptos. Ischilín y Totoral, Córdoba Argentina. $150.000. Dirección Dr. Andrés Izeta- Codirección Dra. R Cattáneo.
26) Subsidio SECyT 2012-2013, UNC. Estudios arqueológicos en las Sierras Pampeanas de la Provincia de Córdoba. (Directora). Monto $21.000.-
27) Subsidio SECyT 2014-2015, UNC. Arqueología de sociedades cazadoras recolectoras (Deptos. Ischilín y Totoral, Córdoba, Argentina). Monto $24.000.- Integrante. Dirección Dra. R. Cattáneo.
28) Proyectos de Equipamiento UNC. N.º Proyecto 484, Facultad FILOSOFÍA (Inst. de A.), Tipo A, Equipo: Estación Total Electrónica Láser marca KOLIDA, Integrantes Andrés Laguens, Roxana Cattáneo, Andrés Izeta, Mirta Bonnin, Darío Demarchi; Monto Otorgado $ 60,000.00
29) Subsidio de publicaciones científicas para la edición de libro: Arqueología en el valle de Ongamira. Subsidio SECyT 2014, UNC. Monto: $4.000.- Directora.
30) Título: Estudios arqueológicos interdisciplinarios de sociedades cazadoras-recolectoras en el valle de Ongamira, Córdoba, Argentina 2016-2017. Proyecto de Investigación bianual- Res. . Programa de incentivos, categoría A, SECYT-UNC. Monto: $31.000.- Museo de Antropología, FFyH, UNC Categoría: Directora.
31) Título: “Aproximaciones interdisciplinarias para el estudio arqueológico de sociedades cazadoras recolectoras, Córdoba, Argentina” PICT 2016-0264. (ANPCYT, FONCYT) “Proyectos de Investigación Científica y Tecnológica (2016)- Temas Abiertos - Equipo de Trabajo”. Monto: $ 480.000.- Categoría: Directora.
32) Título: ARIADNEPlus (Advanced Research Infrastructure for Archaeological Data Networking in Europe – plus), EU project 823914. Monto: Euros 6.597.367,50.  Director: A. D. Izeta, Categoría: Investigadora.
33) Título: “Modelos de poblamiento y ocupación humana en las Sierras Pampeanas Australes. Arqueología en Ongamira y Characato (Córdoba, Argentina)”. Subsidio ANPCyT- PICT Tipo 1. 2021-I-A-00429, dirigido por la Dra. Gabriela Roxana Cattáneo y Codirigido por el Dr. Andrés D. Izeta, aprobado por RESOL-2023-31-APN- DANPIDTYI#ANPIDTYI. Monto asignado: $4.600.200.- Inicio de ejecución estimado junio 2023. Duración: 4 años.

### Libros[18]
- Taller Internacional La colonización del sur de América durante la transición Pleistoceno/ Holoceno (con MIOTTI, L.; SALEMME, M; PAUNERO, R.), editorial Servicoop, La Plata, 2000, p.80
- Guía de Campo Taller Internacional La colonización del sur de América durante la transición Pleistoceno /Holoceno (con MIOTTI, L.; SALEMME, M;  PAUNERO, R.) editorial Servicoop, La Plata, 2000, p.130. ISSN 978-950-33-1058-8
- Tecnología Lítica del Pleistoceno Final /Holoceno Medio: Un Estudio de los Cazadores-Recolectores, editorial British Archaelogical Reports International Series, Oxford, United Kingdom, 2006, p.283.ISSN 1841717932
- Nuevos avances en estudios arqueometricos en latinoamerica, (con Bertolino Silvana y Izeta Andrés), editorial de la facultad de Filosofía y Humanidades UNC, Córdoba, 2010 p.398. ISSN 978-950-33-0849-3
- El patrimonio arqueológico de los espacios rurales de la provincia de Córdoba, (con Izeta Andrés y Costa T.) editorial Museo de Antropología e IDACOR CONICET, Córdoba, 2013, p.389. ISSN 978-950-33-1058-8
- Arqueología en el Valle de Ongamira (2010-2015), (con Izeta Andrés) editorial IDACOR CONICET, Córdoba, 2016, p.256 ISSN 9789503312605
- Arqueología urbana en el área central de la Ciudad de Córdoba, Argentina. Excavaciones en la Sede Corporativa del Banco de la Provincia de Córdoba (2014-2016) (con IZETA , ANDRES; PAUTASSI, E.; ROBLEDO, ANDRES; CAMINOA, JM; MIGNINO,JULIAN; PRADO, ISABEL E.), editorial Archaeopress, Oxford, 2017, p.256 ISSN 9781784916084

### Artículos[19]
- Estrategias tecnológicas: un modelo aplicado a las ocupaciones prehistóricas del Valle de Copacabana, N. O. de la Prov. de Córdoba, Revista Publicaciones en Arqueología, editorial C.I.F.F. Y H. UNIV. NAC. de Córdoba, Córdoba 1994, vol.47 p.1-1
- Lithic technology at 13.000 years ago in southern Patagonia (con MIOTTI, L.), Revista Current Research in the Pleistocene, editorial center for the Study of the First Americans, Corvallis; Año: 1997 vol. 14 p. 62 - 62
- Alteración térmica en dos tipos de rocas silíceas: resultados experimentales y aporte de datos para el análisis arqueológico. (con PUPIO, A.; VALENTE, M.; BARNA, A.), revista Relaciones de la Sociedad Argentina de Antropología, editorial SAA, Bs As; Año: 1997 vol. 22-2 p. 343 - 343[20]
- Investigaciones experimentales sobre el tratamiento térmico en algunas materias primas de pampa y Patagonia (con NAMI, H.; PUPIO, A.), revista Anales del Instituto de la Patagonia (Serie Cs, Humanas), editorial Instituto de la Patagonia, Punta Arenas; Año: 2000 vol. 28 p. 315 - 315
- El estudio de la tecnología en la arqueología de cazadores-recolectores: desarrollo metodológico para el estudio de fuentes de aprovisionamiento lítico en la Patagonia Argentina. Revista Estudios Atacameños, Editorial Instituto de Investigaciones arqueológicas y Museo Le Paige, San Pedro de Atacama; Año: 2004 vol. 28 p. 105 - 105[21]
- Tecnología Lítica en la Localidad Arqueológica Piedra Museo (Santa Cruz, Argentina). Revista Relaciones de la Sociedad Argentina de Antropología, editorial SAA, BS. AS.; Año: 2006 vol. 30 p. 79 - 79
- Fishtail Projectil Points from Central Argentina. (con LAGUENS, A.; PAUTASSI, E.; SARIO,G), Revista Current research in the pleistocene, editorial Center for the Study of the First Americans. TEXAS; Año: 2007 vol. 24 p. 54 - 54
- Estudios funcionales de artefactos líticos de cueva de las manos, Rio Pinturas, Santa Cruz, Argentina / Lithic artifacts functional studies from Cueva de las Manos, Río Pinturas, Santa Cruz, Argentina (con AGUERRE, A.M.), Revista del Museo de Antropología, editorial UNC-FFYH, Córdoba Año: 2009 vol. 2 p. 3 - 3
- Poblamiento humano temprano en la Sierras de San Luis: Estancia La Suiza, (con LAGUENS, A.; PAUTASSI, E.; SARIO,G.), Revista Sociedades de Paisajes Áridos, editorial UNRC, Río Cuarto, 2009 vol. 1 p. 41 - 41
- Assesing the life history of proyectile point/knives from the middle holocene of argentina's southern puna, (con BABOT, PILAR; HOCSMAN, SALOMON), Quaternary International, editorial Pergamos-Elsevier Science LTD, 2013 vol. 287 p. 3 - 3
- Primeros fechados radiocarbónicos para el Sector B del sitio Alero Deodoro Roca (Ongamira, Córdoba, Argentina), (con IZETA, ANDRES; TAKIGAMI, MAI), revista Relaciones de la Sociedad Argentina de Antropología, editorial Sociedad Argentina de Antropología, Buenos Aires, 2013 vol. 38 p. 1 - 1
- Análisis comparativo de desechos de talla en contextos del Pleistoceno Final/Holoceno temprano de Chile y Argentina, (con N. FLEGENHEIMER), Revista Magallania, editorial Universidad de Magallanes, Punta Arenas; Año: 2013 vol. 41 p. 209 - 209
- Los gasterópodos del sector B del sitio Alero Deodoro Roca, Valle de Ongamira (Córdoba, Argentina). Un análisis preliminar, (con IZETA , ANDRES; COSTA, T.; BORETTO, GABRIELLA; ROBLEDO, ANDRES), revista Chilena de Antropología, editorial Departamento de Antropología Facultad de Ciencias Sociales Universidad de Chile, Santiago, 2014 vol. 29 p. 74 - 74
- Holocene (~4.5-1.7 cal. kyr BP) paleoenvironmental conditions in central Argentina inferred from entire-shell and intra-shell stable isotope composition of terrestrial gastropods", (con YURENA YANES; IZETA , ANDRES; COSTA, T.; GORDILLO, SANDRA), revista Holocene (Sevenoaks), editorial Sage Publications LTD, London; Año: 2014 vol. 24 p. 1193 - 1193
- A Fishtail proyectil point from the southern pampean hills, Characato, Córdoba, Argentina. (con IZETA , ANDRES; CAMINOA, JM), revista Paleoamerica Journal, editorial ROUTLEDGE, Taylor and Francis, Oxford; Año: 2016 p. 1 - 1
- Aportes recientes a la arqueología de sierras centrales y centro oeste argentino, (con CAHIZA, PABLO), revista Anales de Arqueología y Etnología, editorial Instituto de Arqueología y Etnología - Facultad de Filosofía y Letras, Universidad Nacional de Cuyo, Mendoza, Año: 2017 vol. 72 p. 139 - 139
- Tecnología lítica y uso del espacio en el alero parque natural Ongamira 1 (Depto Ischilín, Córdoba, Argentina), (con ROBLEDO, ANDRES; CONTE, BERNARDA), revista Anales de Arqueología y Etnología de Cuyo, editorial Universidad Nacional de Cuyo, Mendoza, Año: 2017 p. 1 - 1
- Aproximación multiproxy a los estudios paleoambientales de la provincia de Córdoba: el valle de Ongamira como caso, (con IZETA , ANDRES; ROBLEDO, ANDRES; MIGNINO,JULIAN), Revista del Museo de Antropología, editorial Museo de Antropología-IDACOR, Córdoba, 2017[22]
- Modern and archaeological owl pellets as paleoenvironmental and taphonomic markers of human occupation contexts in the Ongamira Valley, Córdoba, Argentina, (con MIGNINO,JULIAN; IZETA , ANDRES; CATTANEO), revista Journal of Archaeological Science Reports, editorial Elsevier, Oxford, Año: 2017 vol. 18 p. 65 - 65[23]
- Cuentas ornamentales en contextos de cazadores-recolectores de la provincia de Córdoba: análisis mineralógico y microestructural de la concha de Borus, (con BORETTO, GABRIELLA; GORDILLO, SANDRA; IZETA , ANDRES; COLOMBO, FERNANDO; MARISA MARTINELLI), Revista Arqueología (Buenos Aires), editorial Universidad de Buenos Aires - FFyL, Buenos Aires, 2017 p. 11 - 11
- On wedges and bones: archaeological studies of use-wear and residue analysis from Late Holocene occupations in the Southern Pampean Hills (Alero Deodoro Roca, Córdoba, Argentina), (con MARISA MARTINELLI; IZETA , ANDRES; CAMINOA, JM; ROBLEDO, ANDRES), revista Journal of Archaeological Science Reports, editorial Elsevier, 2017 vol. 14 p. 275 - 275[24]